# Metacritic
Metacritic is een website waarop beoordelingen en recensies van albums, computerspellen, films, televisieprogramma's, dvd's en boeken samengebracht zijn voor een algemene beoordeling van een werk.

## Overzicht
Voor elk werk wordt een gemiddelde score berekend aan de hand van scores van de recensies. De algemene beoordeling van een werk wordt aangeduid met drie kleurcodes (groen, geel en rood). Daarnaast is van elke recensie een gedeelte te lezen met een link naar de gehele recensie. Dit geeft een idee van de waardering door de recensenten en, in mindere mate, het grote publiek.
Veel websites geven een recensiescore tussen de 1 en 5, 10, 100 of een alfabetische score. Deze worden door Metacritic omgezet naar een percentage. Voor recensies zonder expliciete score (bijvoorbeeld de recensies op Amazon.com) wordt handmatig de toon van een recensie bekeken voordat een percentage wordt toegekend. Recensies van bepaalde bronnen hebben ook een marginaal grotere invloed op het gemiddelde. Alle tijdschriften, webzines en kranten zijn Amerikaans of Brits.
Metacritic werd opgericht in 1999 en in augustus 2005 overgenomen door CNET.
Onderstaand is een overzicht gegeven van de Metascores:
| Betekenis | Betekenis                                                              | Film, televisie en muziek | Computerspellen |
| --------- | ---------------------------------------------------------------------- | ------------------------- | --------------- |
|           | Universal acclaim (Universele toejuiching)                             | 81 – 100                  | 90 – 100        |
|           | Generally favorable reviews (Over het algemeen gunstige recensies)     | 61 – 80                   | 75 – 89         |
|           | Mixed or average reviews (Gemengde of gemiddelde recensies)            | 40 – 60                   | 50 – 74         |
|           | Generally unfavorable reviews (Over het algemeen ongunstige recensies) | 20 – 39                   | 20 – 49         |
|           | Overwhelming dislike (Overweldigende afkeer)                           | 0 – 19                    | 0 – 19          |